# فيشيسلاف بولوسين
علي فيشيسلاف بولوسين  ((بالروسية: Али Вячеслав Полосин)‏) أكاديمي روسي أعتنق الإسلام سنة 1999 ، و قسيس سابق في الكنيسة الروسية الأرثوذكسية.
ولد علي فيشيسلاف بولوسين سنة 1956 في موسكو، ودرس الفلسفة في جامعة موسكو الحكومية، خدم كقس من سنة 1983 إلى 1999 في الكنيسة الروسية الأرثوذكسية و عضو في البرلمان الروسي من سنة 1990 إلى 1993.
حالياً فيشيسلاف بولوسين باحث إسلامي و خبير في الحوار بين الأديان و العلاقات بين المسلمين و المسيحيين و يشغل منصب مدير مركز الوسطية لحوار الأديان بموسكو.